# Jonás Berami
Jonás Bermúdez Pena Ramírez, znany lepiej jako Jonás Berami (ur. 29 kwietnia 1983 w Maladze) – hiszpański aktor telewizyjny i filmowy.

## Życiorys

### Wczesne lata
Urodził się w Maladze w rodzinie rybaków. Dorastał z młodszym bratem, który został tancerzem hip hopu. W 2005 r. studiował w Escuela Superior de Arte Dramático w Maladze.

### Kariera
W 2007 roku przeniósł się do Madrytu, aby realizować swoje marzenia o zostaniu aktorem. Dorabiał m.in. jako klaun. Stał się znany we Włoszech dzięki roli Juan Castañeda Pacheco w operze mydlanej Canale 5 Sekret (Il segreto/El Secreto de Puente Viejo, 2011–2014).
Debiutował na scenie w sztuce Marcelo Mosensóna W pobliżu nikt nie jest normalny (De cerca nadie es normal).
We wrześniu 2014 wziął udział w programie Canale 5 Mężczyźni i kobiety (Uomini e donne) z Marią De Filippi, a 19 stycznia 2015 wybrał jako swoje partnerkę Ramę Lilę Giustini.
Spotykał się z aktorką Elisą Mouliaá (2009).

## Wybrana filmografia

### Filmy fabularne
- 2009 - Papierowe ptaki (Pájaros de Papel) jako Regidor
- 2012 - Lose Your Head jako Carlos

### Filmy krótkometrażowe
- 2009 - Caníbales
- 2010 - Love Doll
- 2010 - Alén
- 2010 - Esperas
- 2010 - Rotos

### Seriale TV
- 2009 - Internat (El Internado) jako Nacho García Vallejo
- 2009 - La Tira
- 2011-2014 - Sekret (Il segreto/El Secreto de Puente Viejo) jako Juan Castañeda Pacheco / Simón Cármeta
- 2013 - Gran Hotel jako porywacz 2
- 2014 - Isabel - La 1 jako Diego Colón
- 2014/2015 - Mężczyźni i kobiety (Uomini e donne)